# Lindale
Lindale är en by i Cumbria i England. Byn ligger 75,3 km från Carlisle. Orten har 565 invånare (2015).